# She Devil

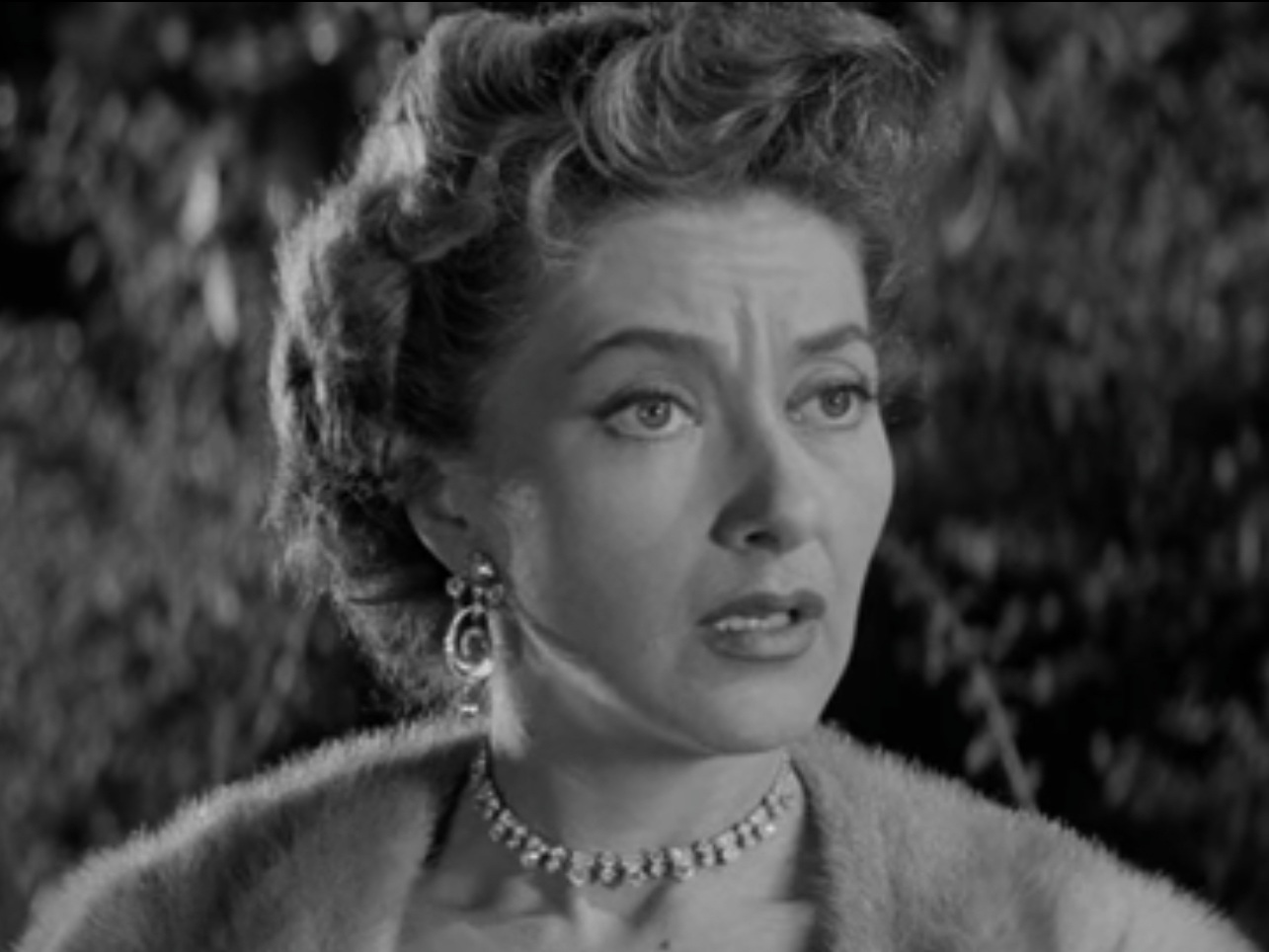
Fay Baker dans la bande annonce du film.

Pour l’article homonyme, voir The She-Devil.
She devil est un film de science-fiction réalisé par Kurt Neumann et sorti en 1957.

## Synopsis
Le docteur Dan Scott a développé un sérum qui guérit les maux des animaux, le seul effet secondaire constaté étant la modification du pelage d'un léopard utilisé dans une expérience. Désireux de l'essayer sur un être humain, le Dr Richard Bach, Scott trouve un patient consentant en la personne de Kyra Zelas, une jeune femme atteinte de tuberculose en phase terminale.
Le sérum semble la guérir instantanément. Cela affecte également considérablement sa personnalité. Kyra se précipite dans un magasin, où elle vole une robe puis par la seule force de sa volonté se transforme en blonde afin qu'elle ne puisse être reconnue.
Scott tombe amoureux d'elle. Lors d'une soirée, Kyra se fait draguer par un invité, Barton Kendall. La femme de ce dernier intervient violemment. Kyra devient de nouveau blonde et tue sa rivale. Ensuite elle épouse Kendall, mais lassée de sa présence elle le tue en provoquant un accident de voiture. Revenue chez le docteur Dan Scott, celui-ci et son collègue utilisent un stratagème qui laisse Kyra dans un état inconscient, puis pratiquent une intervention chirurgicale pour inverser l'effet du sérum, ce qui rétablit également la maladie de Kyra qui meurt.

## Fiche technique
- Titre original : She devil
- Réalisateur : Kurt Neumann
- Producteur : Kurt Neumann
- Scénario : Kurt Neumann, Carroll Young d'après la nouvelle de Stanley G. Weinbaum, "The Adaptive Ultimate"
- Musique : Paul Sawtell, Bert Shefter
- Photographie et effets spéciaux : Karl Struss
- Distribution : 20th Century Fox
- Métrage : 77 minutes
- Pays de production :  États-Unis
- Langue : Anglais
- Date de sortie : États-Unis avril 1957

## Distribution
- Mari Blanchard : Kyra Zelas
- Jack Kelly : Dr Dan Scott
- Albert Dekker : Dr Richard Bach
- John Archer : Barton Kendall
- Fay Baker : Evelyn Kendall
- Blossom Rock : Hannah, la gouvernante
- Paul Cavanagh : Sugar Daddy
- George Baxter : directeur de magasin
- Helen Jay : infirmière blonde
- Joan Bradshaw : femme rousse
- X Brands : premier médecin
- Tod Griffin : stagiaire